# Master Georgie
Master Georgie è un romanzo storico di Beryl Bainbridge del 1998, anno in cui venne premiato con il James Tait Black Memorial Prize. Il libro fu finalista al Booker Prize, la quinta volta per l'autrice, che però non riuscì mai a vincerlo.

## Trama
Il romanzo si svolge in sei capitoli, partendo da Liverpool nel 1846 e concludendosi fuori Sebastopoli nel 1854 e tratta dell'esperienza britannica durante la guerra di Crimea attraverso le avventure del personaggio del titolo, George Hardy, che si offre di lavorare sui campi di battaglia.
George Hardy, un attraente chirurgo inglese, fotografo provetto e bisessuale, lascia il suo ricco stile di vita e Liverpool, dove è erede di un patrimonio, per andare in guerra a Inkerman in Crimea, credendo che la guerra possa dargli finalmente ciò di cui ha bisogno. La sua storia è raccontata da tre altri personaggi: Myrtle, un'orfana innamorata che gli darà dei figli, il dottor Potter, intellettuale e geologo, e Pompey Jones, un ex artista di strada che impara la fotografia da Hardy. Uniti da una morte improvvisa in un bordello di Liverpool nel 1846, i quattro personaggi rimangono legati da amore, classe sociale, guerra e destino.

## Edizioni
- Beryl Bainbridge, Master Georgie, Fazi, 2000, ISBN 88-8112-149-2.